# Antocha sagana
Antocha sagana là một loài ruồi trong họ Limoniidae. Chúng phân bố ở miền Cổ bắc.